# La verità sul caso di Mr. Valdemar
La verità sul caso Valdermar (The Facts in the Case of M. Valdemar) è un racconto scritto da Edgar Allan Poe nel 1845. Il racconto affronta il tema del mesmerismo, a cui è dedicato anche Rivelazione mesmerica.

## Trama
Ernest Valdemar, malato di tubercolosi, accetta, su richiesta del narratore, di prestarsi a un esperimento sugli effetti del mesmerismo su una persona in punto di morte. Nel momento in cui i medici lo informano che gli restano poco più di ventiquattr'ore di vita, egli avvisa il narratore, il quale si reca da lui insieme a uno studente di medicina suo assistente e, quando sembra manchino poche ore alla morte, lo mesmerizza. Il malato manifesta i segni dell'influenza mesmerica e risponde alle domande che gli vengono poste, mentre le funzioni vitali del suo corpo si affievoliscono man mano. Alla fine, con alcune ore di ritardo su quanto previsto dai medici, Valdemar muore. Tuttavia, tra lo sconcerto e il terrore generale, egli continua a rispondere alle domande. La sua voce, prodotta facendo vibrare la lingua ma con la bocca spalancata, sembra provenire non dal corpo ma da un luogo estremamente lontano, ultraterreno. Dubbiosi sul da farsi, gli studiosi preferiscono attendere e osservare le condizioni del paziente. Dopo sette mesi decidono quindi di risvegliarlo. Egli, alla domanda circa cosa desideri, dice di voler tornare a dormire o di essere risvegliato, ma di fare in fretta perché «è morto». La procedura viene portata a termine con successo, ma il corpo di Valdemar si corrompe e dissolve davanti agli astanti.